# پادوککا
پادوککا (به لاتین: Padukka) یک منطقهٔ مسکونی در سری‌لانکا است که در استان غربی، سری‌لانکا واقع شده‌است.